# Coligação CDS-MPT-PPM
Na política em Portugal, uma Coligação CDS-MPT-PPM é uma coligação eleitoral ad-hoc que existe entre o CDS – Partido Popular, o Partido da Terra e o Partido Popular Monárquico, utilizada, exclusivamente, para eleições autárquicas.
Para as eleições autárquicas de 2013, os três partidos concorreram coligados aos concelhos de Albufeira, Cadaval, Mafra, Miranda do Douro, Odivelas, Portimão, Torres Vedras, tendo os seus melhores resultados em Portimão, destacando-se a eleição de um vereador, 4 deputados municipais e 7 mandatos em Assembleias de Freguesia.
A aliança foi repetida em 2017, tendo tido maior êxito em Lisboa, conquistando 4 vereadores e ficando em 2º lugar, com a cabeça de lista Assunção Cristas, então Presidente do CDS - Partido Popular, a ser Líder da Oposição da Câmara Municipal.

Em 2021, a coligação teve mais sucesso em Tomar, conquistando um deputado na Assembleia Municipal.